# 陳哀公
陳哀公（？—前534年），媯姓，名弱，為春秋諸侯國陳國君主之一，他為陳成公兒子，承襲陳成公擔任該國君主，在位期間為前568年—前534年，共在位35年。原先时，陈哀公从郑国娶妻，长姬生下悼太子师，少姬生下儿子偃。哀公又有两名宠幸的妾，长妾生子名叫留，少妾生子名叫胜。哀公最宠爱留，把他托付给自己的弟弟司徒招来照顾。前534年，哀公生病，三月，招杀死了悼太子，把留立为太子。哀公很生气，想杀掉招，招发兵包围哀公，哀公自缢而死。最后招还是把留立为国君。四月，陈国派使节去楚国报告丧信。楚灵王闻说陈国内乱，就杀掉陈国使者，派公子弃疾举兵征伐陈国，陈君留逃往郑国。九月，楚兵围陈。十一月，灭掉陈国。命楚公子弃疾做陈公。 

## 家庭
- 元妃鄭姬生悼太子偃師，公子招、公子過殺偃師，立公子留
- 二妃生公子留，陳哀公宠爱二妃和公子留，托付给司徒公子招、公子過
- 下妃生公子勝